# Rabbi, Trentino
Rabbi là một đô thị ở Trentino ở vùng Trentino-Alto Adige/Südtirol của Ý, tọa lạc cách 40 km về phía tây bắc của Trento. Tại thời điểm ngày 31 tháng 12 năm 2004, đô thị này có dân số 1.447 người và diện tích là 132.4 km².
Rabbi giáp các đô thị: Ulten, Martello, Bresimo, Peio, Malè, Mezzana, Commezzadura và Pellizzano.